# Faillite frauduleuse
Une faillite est dite « frauduleuse » quand le « failli » se déclare en faillite tout en dissimulant à son profit et/ou au profit d’autres personnes une partie de l'actif, ou s'il est reconnu débiteur de sommes qu'il ne devait pas.
Le failli peut être une personne morale de droit privé ou une entité commerciale, tel qu'un groupe d’artisan, un gérant, un dirigeant, un liquidateur, responsable(s) de coopérative agricole, un cabinet, un groupe industriel voire une entreprise multinationale ou l'une de ses filiales, etc.

## Droit par pays

### Droit canadien
En droit pénal canadien, l'infraction de faillite frauduleuse n'est pas directement dans le Code criminel. Le Code criminel contient plutôt un renvoi à l'article 198 de la Loi sur la faillite et l'insolvabilité, qui concerne les infractions en matière de faillite.

« Infractions en matière de faillite
198 (1) Commet une infraction et encourt, sur déclaration de culpabilité par procédure sommaire, une amende maximale de cinq mille dollars et un emprisonnement maximal de un an, ou l’une de ces peines, ou, par mise en accusation, une amende maximale de dix mille dollars et un emprisonnement maximal de trois ans, ou l’une de ces peines, tout failli qui, selon le cas :
a) dispose d’une façon frauduleuse de ses biens avant ou après l’ouverture de la faillite;
b) refuse ou néglige de répondre complètement et véridiquement à toutes les questions qui lui sont posées à bon droit au cours d’un interrogatoire tenu conformément à la présente loi;
c) fait une fausse inscription ou commet sciemment une omission importante dans un état ou un compte;
d) après l’ouverture de la faillite, ou dans l’année précédant l’ouverture de la faillite, cache, détruit, mutile ou falsifie un livre ou document se rapportant à ses biens ou affaires, en dispose ou y fait une omission, ou participe à ces actes, à moins qu’il n’ait eu aucunement l’intention de cacher l’état de ses affaires;
e) après l’ouverture de la faillite, ou dans l’année précédant l’ouverture de la faillite, obtient tout crédit ou tout bien au moyen de fausses représentations faites par lui ou par toute autre personne à sa connaissance;
f) après l’ouverture de la faillite, ou dans l’année précédant l’ouverture de la faillite, cache ou transporte frauduleusement tout bien d’une valeur de cinquante dollars ou plus, ou une créance ou dette;
g) après l’ouverture de la faillite, ou dans l’année précédant l’ouverture de la faillite, hypothèque ou met en gage ou nantit tout bien qu’il a obtenu à crédit et qu’il n’a pas payé, ou en dispose, à moins que, dans le cas d’un commerçant, l’acte ne soit effectué selon les pratiques ordinaires du commerce et à moins qu’il n’ait eu aucunement l’intention de frauder. »

### Droit français
Juridiquement, on ne peut parler de banqueroute qu’à partir du moment où une procédure de redressement ou de liquidation judiciaire a été préalablement ouverte.
La faillite frauduleuse peut être accompagnée d’autres escroqueries (escroquerie à l’assurance par exemple) ou d'un délit d’initié.
La faillite frauduleuse est punie par la loi. Elle justifie :
- des amendes pouvant atteindre en France des dizaines de milliers d’euros ;
- des peines de prisons pouvant être de plusieurs années ;
- d’éventuelles peines complémentaires incluant l'interdiction d'exercer d'une profession commerciale ou industrielle ou de gérer une entreprise commerciale.

## Mesures anticipatoires et de précaution
Certaines règlementations cherchent à mieux protéger les investisseurs de ce type de risque financier (risque financier systémique en période de crise), dont en Europe la Directive concernant les marchés d'instruments financiers.
Dans certains secteurs de l’économie (domaine minier notamment, via les codes miniers, la loi prévoit parfois (selon les pays) que les entreprises doivent faire des provisions, qui seront utilisées si elles n’honorent pas leurs engagements. Cela est notamment destiné à éviter les faillites frauduleuses ou tardivement justifiées par l'appauvrissement d’un gisement, un changement de conditions économiques d’exploitation (moindre rentabilité). Les  exploitants sont ainsi - dans certains pays - contraints de constituer durant leur activité, sur un compte bloqué contrôlé par l'État, la « provision financière » nécessaire au financement de cette réhabilitation, et des bio-indicateurs peuvent être imposés ou proposés pour l'évaluation de l'efficacité d'une réhabilitation environnementale en cours ou terminée.

## Le cas des multinationales et de leurs filiales
Même en présence d'une comptabilité analytique, le caractère frauduleux d'une faillite peut être difficile à prouver dans le cas de filiales de certaines multinationales dont les stratégies ne sont pas transparentes, et chez lesquelles les participations, les fusions-acquisitions, l'utilisation de comptes offshore dans des « paradis fiscaux et juridiques » peut beaucoup complexifier les recherches de responsabilité.
Afin d'échapper à l'obligation de remboursement de leurs dettes commerciales, fiscales, sociales…, des dirigeants ou gestionnaires indélicats pourraient par exemple se détacher juridiquement d'une filiale, puis lui affecter (directement ou indirectement) :
- la gestion impossible d'emprunts toxiques ;
- une dette écologique dont les couts seront insupportable pour la filiale. Il peut par exemple s'agir d'un patrimoine foncier que l'on sait gravement dégradé (par ex. : sols pollués et séquelles de pollution sur une nappe phréatique) impliquant des coûts élevés d'évaluation des risques, d'entretien et de protection des sites, puis de traitement (dépollution) et de restauration écologique, voire de dédommagement pour les riverains, etc.) ;
- des commandes impossibles à honorer, éventuellement dans le contexte d'un marché qu'ils manipuleraient de manière à créer des « anomalies de marché » (par exemple en augmentant artificiellement les prix de la matière première, ce qui est possible si la multinationale est en position hégémonique ou dominante sur le marché ou agit dans le cadre d'un « cartel » ou d'entente sur les prix). Ils pourraient aussi et au contraire faire en sorte de priver cette filiale de commande, de manière à ensuite la présenter comme économiquement non-rentable et entamer un cercle-vicieux conduisant à la faillite ; un tel cycle peut être amorcé en affectant d'importantes commandes à d'autres usines ou sociétés, concurrente ou liée à la même multinationale ;
- priver cette filiale de ressources secondaires nécessaires, afin de provoquer une faillite qui leur permet de se défausser de leurs responsabilités sociales (reclassement, etc.) et financières (remboursement de dettes).

Dans tous ces cas, la filiale peut être sacrifiée avec regret, ou être une filiale dont on voulait déjà se débarrasser ; ce qui devient possible dès les conditions sont en place pour que cette filiale soit conduite malgré elle à une situation cessation des paiements, avec un redressement qui apparaîtrait comme manifestement impossible, aboutissant à une liquidation judiciaire.
Ce type d'agissements considéré comme non-éthique par de nombreuses chartes ou codes de bonnes pratiques est juridiquement illégal dans de nombreux pays mais il est facilité par certains contextes peu transparent, et quand des dirigeants ou administrateurs majoritaires impliqués sont à la tête de nombreuses entreprises d'un même groupe, voire d'entreprises concurrentes ou qu'ils y occupent une position influente dans le conseil d'administration en tant qu'actionnaire ou en tant que membre « indépendant » (c'est une des situations possibles de conflit d'intérêts dans une entreprise).

### Textes juridiques français
- Loi no 67-563 du 13 juillet 1967 sur le règlement judiciaire, la liquidation des biens, la faillite personnelle et les banqueroutes
- Loi no 85-98 du 25 janvier 1985 relative au redressement et à la liquidation judiciaires des entreprises